# General Instrument
General Instrument (GI) va ser un fabricant estatunidenc de productes electrònics amb seu a Horsham, PA, especialitzat en semiconductors i equips de televisió per cable. L'empresa va estar activa fins a 1997, quan es va separar en General Semiconductor (semiconductors de potència), que va ser posteriorment adquirida per Vishay Intertechnology el 2001, CommScope i NextLevel Systems (la divisió de TV de cable i satèl·lit, que més tard va tornar al nom de GI). La nova (postruptura) General Instrument Corporation va ser més tard adquirida per Motorola i es va convertir en Motorola Connected Home Solutions. El 2007, la divisió va ser rebatejada com Home and Networks Mobility.